# Touquet (Waasten)
Touquet is een gehucht in Waasten, een deelgemeente van de Belgische gemeente Komen-Waasten. Het gehucht ligt meer dan vier kilometer ten zuidwesten van het centrum van Waasten en ligt slechts een halve kilometer van het centrum van het Franse Frelinghien. De Leie vormt er de landsgrens. Anderhalve kilometer ten noorden van Touquet liggen de gehuchten Gheer en Pont-Rouge en een paar kilometer ten westen in Ploegsteert, het gehucht Le Bizet.

## Geschiedenis
De naam Touquet staat voor "hoekje". Op de Ferrariskaart uit de jaren 1770 staat de plaats reeds als het gehucht Touquet weergegeven. In de laatste decennia van de 19de eeuw werd een spoorlijn van Komen naar het Franse Armentiers geopend, die langs Touquet liep (spoorlijn 67). Tegen het midden van de 20ste eeuw werd de spoorlijn opgeheven.
In de Eerste Wereldoorlog lag Touquet vlak bij de frontlinie.
Bij de vastlegging van de taalgrens werd Touquet in 1962 als onderdeel van Waasten met die gemeente overgeheveld van de provincie West-Vlaanderen naar de Waalse provincie Henegouwen.

## Bezienswaardigheden
- Le Touquet Railway Crossing Cemetery, een kleine Britse militaire begraafplaats met gesneuvelden uit de Eerste Wereldoorlog

## Verkeer en vervoer
- Ten westen van Le Touquet loopt de expresweg N58 van Komen en Waasten naar Frankrijk.
- Op het eind van de 19de eeuw en de eerste helft van de 20ste eeuw liep langs Le Touquet de spoorlijn 67, die hier een halte had.